# Gerhard Fettweis
Gerhard Paul Fettweis (* 16. März 1962 in Wilrijk) ist ein deutscher Elektroingenieur und Professor für Nachrichtentechnik.

## Leben
Gerhard Fettweis ist der Sohn des Nachrichtentechnikers Alfred Fettweis. Er studierte als Stipendiat der Studienstiftung des deutschen Volkes von 1981 bis 1986 Elektrotechnik an der RWTH Aachen, wo er im Anschluss an sein Studium 1990 promovierte. Er arbeitete danach als Gastwissenschaftler bei IBM in San José und anschließend bei TCSI in Berkeley.
Seit 1994 ist er Lehrstuhlinhaber des Vodafone Stiftungslehrstuhls Mobile Nachrichtensysteme am Institut für Nachrichtentechnik an der Fakultät Elektrotechnik und Informationstechnik der Technischen Universität Dresden.
Im Jahr 1995 erhielt er den Forschungspreis Technische Kommunikation. Im Jahr 1999 gründete er die Systemonic AG und 2003 die Firma Signalion in Dresden.
Er ist Mitglied der Wissenschaftlichen Kommission Niedersachsen, die die Niedersächsische Landesregierung in Fragen der Wissenschafts- und Forschungspolitik berät. Bis März 2010 war er Koordinator des Spitzenclusters Cool Silicon, ein Projekt des Silicon Saxony mit Fördermitteln des BMBF. Fettweis koordiniert den Exzellenzcluster Center for Advancing Electronics Dresden (cfaed), der in der dritten Auflage der Exzellenzinitiative als zweiter Exzellenzcluster der TU Dresden gefördert wird. Seit 2014 ist Fettweis Koordinator des interdisziplinären 5G Lab an der TU Dresden.
Seit 2018 ist er wissenschaftlicher Gründungsleiter und Geschäftsführer des Barkhausen-Instituts, einer gemeinnützigen GmbH mit Grundfinanzierung durch den Freistaat Sachsen.
2009 wurde Fettweis zum IEEE Fellow gewählt. Seit 2012 ist er Mitglied der acatech – Deutsche Akademie der Technikwissenschaften. Am 23. März 2016 wurde Gerhard Fettweis zum Mitglied (Matrikel-Nr. 7674) der Leopoldina gewählt. Ebenfalls 2016 erhielt er den VDE-Ehrenring. Im Februar 2021 erhielt er den European SEMI Award. 2024 wurde er in die National Academy of Engineering gewählt. 2025 erhielt er den Pioneer Award der Bayerischen Akademie der Wissenschaften.